# Бурый чирок
Бурый чирок, или новозеландский чирок (лат. Anas chlorotis) — вид настоящих уток рода речные утки (Anas).

## Таксономия
В течение многих лет бурый чирок считался принадлежащим к одному виду вместе с нелетающими оклендским и кэмпбельским чирком, как подвид оклендского чирка (Anas aucklandica); название «бурый чирок» применялось к названию всего таксона. В настоящее время признано, что островные оклендский и кэмпбельский чирок являются различными видами из-за их области распространения, оперения, размеров и генетических различий. Во всем мире название «бурый чирок» используется в настоящее время для этой птицы чаще, чем новозеландский чирок.

## Поведение
Бурый чирок ведет в основном ночной образ жизни, сочетая его с привычками, характерными для настоящих уток. Такое поведение является эволюционным защитным ответом на естественных хищников, таких как новозеландский сокол и поморников. Люди завезли на родину бурого чирка и новых животных, от которых чирок никак не может защититься: кошек, собак, горностаев, хорьков, которые охотятся на утят и взрослых особей, крыс, которые едят отложенные яйца.

## Питание
Питается, добывая корм на поверхности воды, подобно своим родственникам. Рацион состоит в основном из водных беспозвоночных, таких как насекомые и их личинки, или ракообразных. Очень любит моллюсков. Мелкие виды, такие как Paphies australis и Macomona liliana проглатываются целиком и измельчаются в желудке. Для поедания больших сердцевидок, таких как Austrovenus stutchburyi (Новозеландская сердцевидка), некоторые новозеландские чирки разработали необычную технологию, не отмеченную у других птиц, вставляя свой более мягкий клюв между раковинами сердцевидки и выдалбливая мякоть подобно отбойному молотку с насосом. В ночное время бурый чирок кормится на земле, на некотором расстоянии от своих дневных убежищ (Worthy 2002).

## Угрозы
Этот вид находится под угрозой исчезновения и обитает только на прибрежных островах. Раньше был широко распространен на основных островах Новой Зеландии, но исчез там из-за появления таких хищников, как кошки, собаки и крысы, жертвой которых легко может стать эта неосторожная и слаболетающая птица. Согласно классификации МСОП, осталось менее 1000 взрослых птиц. Вид недавно отнесен к вымирающим видам Международным Советом Защиты Птиц (Birdlife 2007), и изменения должны быть отражены при следующем выходе красного списка МСОП.

## Фотогалерея

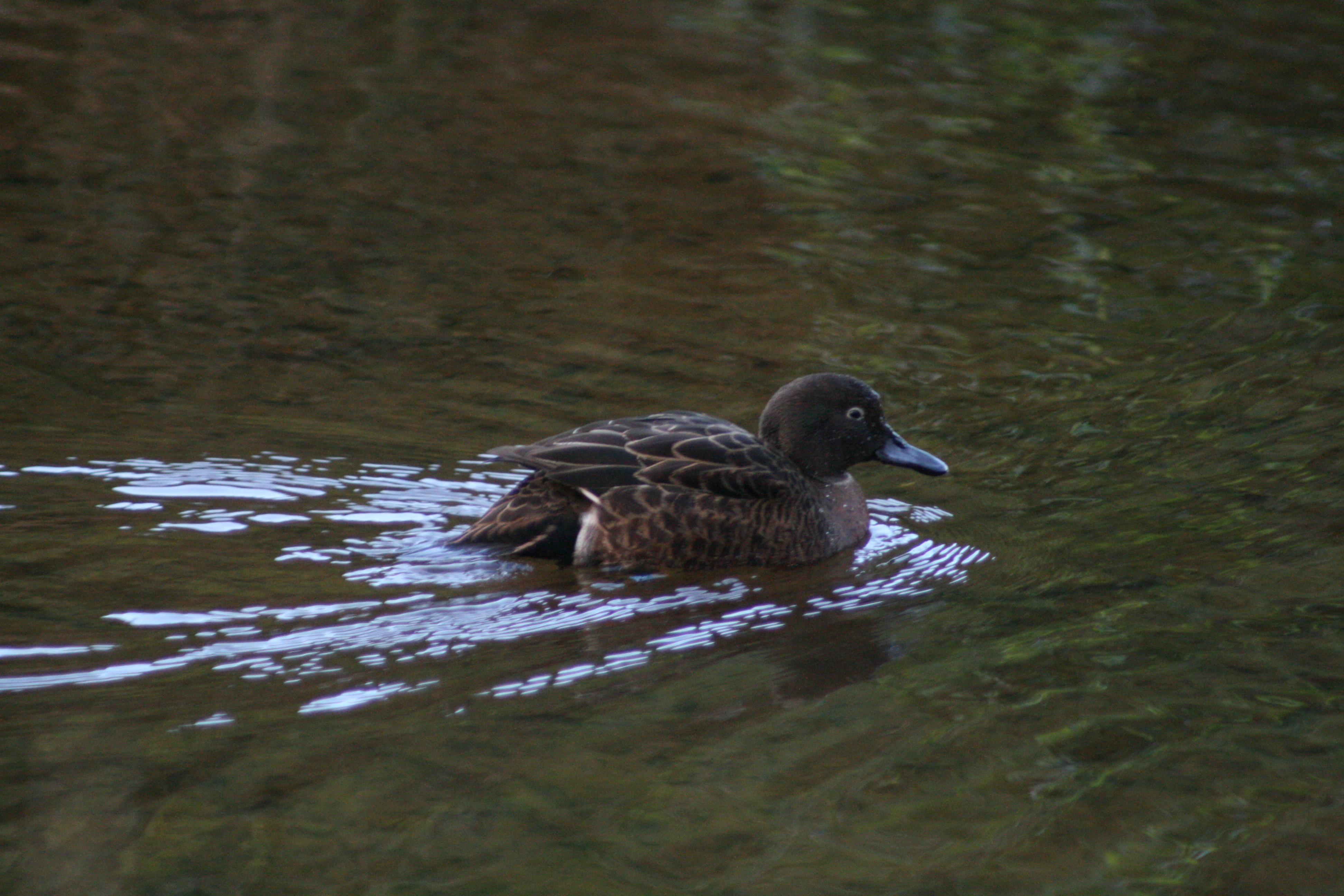
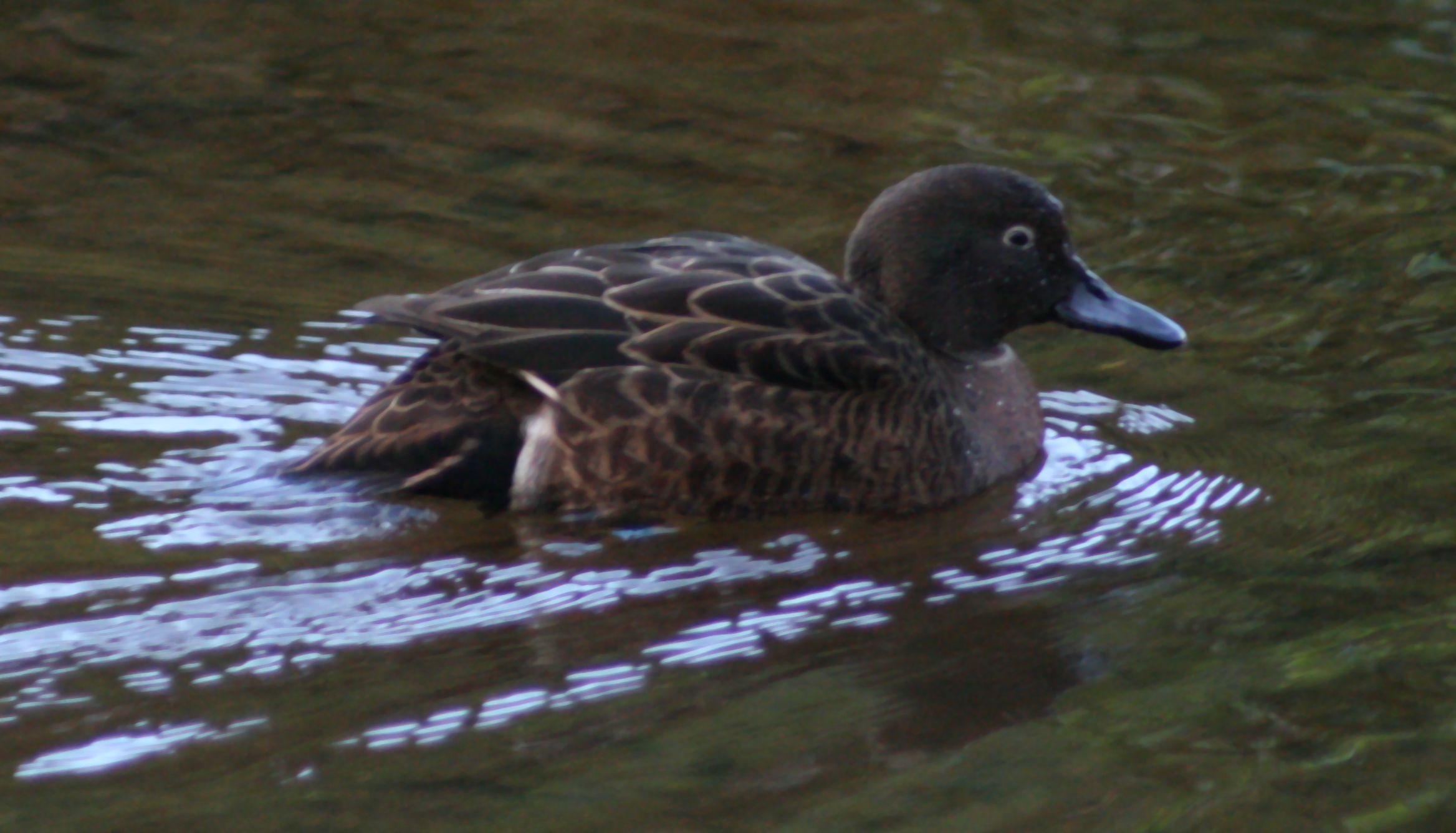
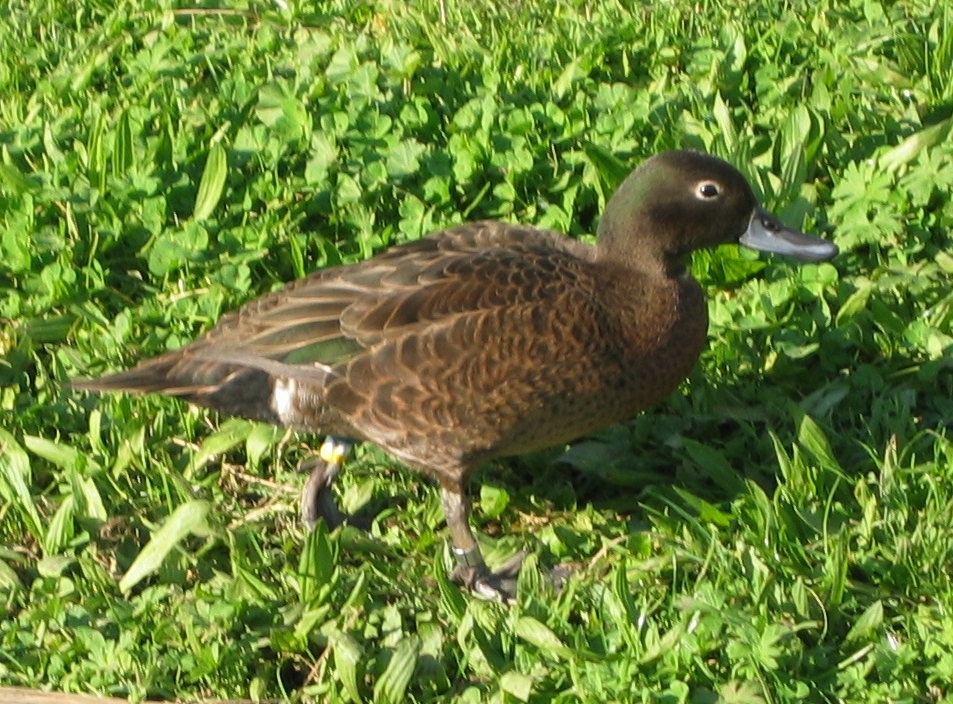